# Getelands

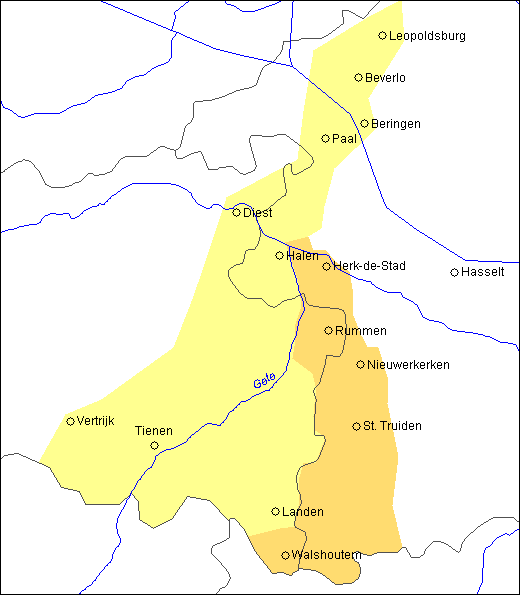
Het Getelands dialectgebied. Lichte kleur: West-Getelands, donkere kleur: Oost-Getelands (Truierlands).

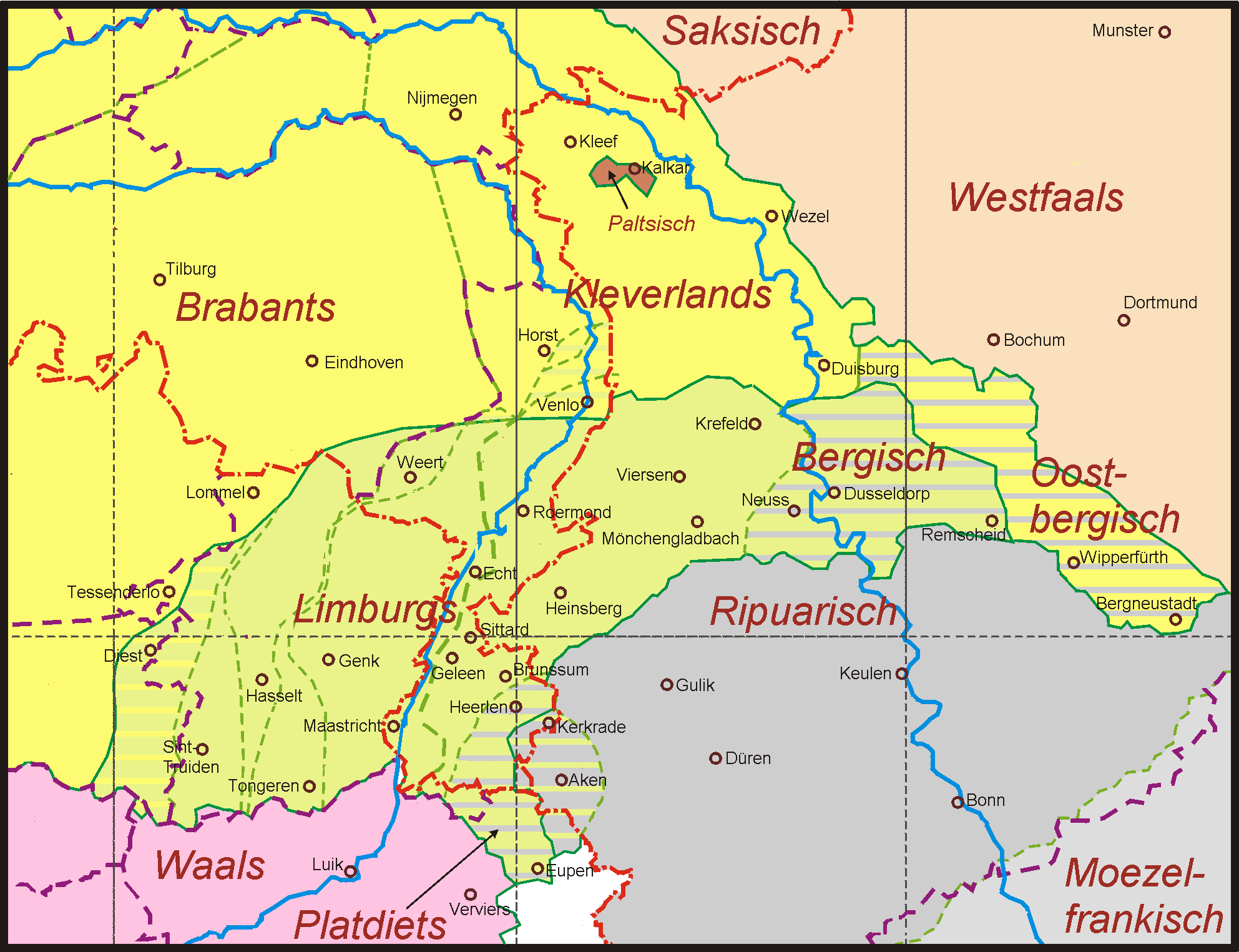
Het Limburgs taallandschap
Het zuidelijk Maas-Rijnlandse (Limburgs-Nederrijnse) dialectcontinuüm

Getelands (ook West-Getelands genoemd) is een verzamelnaam voor de dialecten die worden gesproken in het westen van de Belgische provincie Limburg en het oosten van de provincie Vlaams-Brabant, ruwweg in het gebied van Leopoldsburg, Beringen, Diest, Tienen, Landen en Vertrijk. Het Getelands is een overgangsdialect tussen het Limburgs en het Brabants, die op hun beurt deel uitmaken van het Nederfrankisch.

## Afbakening
In het westen wordt het Getelands afgebakend door de Uerdinger linie van het Brabants (meer bepaald het Hagelands en het Kempens), in het oosten is het door de betoningslijn afgescheiden van het West-Limburgs, en door de Getelijn afgescheiden van het Truierlands.

## Kenmerken
Kenmerkend voor het Getelands is het gebruik van het typisch Limburgse persoonlijk voornaamwoord ich voor ik (zie ook tweede Germaanse klankverschuiving) en de typische Limburgse umlaut in verkleinwoorden zoals ménneke ("mannetje") bélke ("balletje") en huujke ("hoedje"). Bij de meervoudsvorming en het vervoegen van het werkwoord in de tweede persoon enkelvoud komt in het Getelands al geen umlaut meer voor; ca. 10 kilometer naar het oosten gebeurt dit nog wel. In het hele Getelandse taalgebied gebruikt men verder voor het Nederlandse je het Brabantse gij. Hoewel het een Zuid-Nederfrankische dialectgroep is, wordt het Getelands vanwege de geografische ligging veelal tot het Brabants gerekend.

## Indelingvarianten
Goossens (1965) deelde het gebied tussen de betoningslijn en de Uerdinger linie in in een West-Getelands en een Oost-Getelands gebied, waarbij Beringen tot het Oost-Getelands werd gerekend. Het Oost-Getelands wordt tegenwoordig apart onder de naam Truierlands tot de Limburgse dialecten gerekend. Het Woordenboek van de Limburgse Dialecten rekent Beringen en de Beringerlandse dialecten (naast Beringen; Beverlo, Korspel, Heppen, Paal, Tervant, Eversel) waaraan het ook naam gaf tot het West-Limburgs. De omgeving van Leopoldsburg is al in de 19e eeuw sterk beïnvloed door de vestiging van (beroeps)militairen uit het hele land, waardoor er een Vlaamse tussentaal wordt gesproken. Begin 20e eeuw waren er nog autochtone dialectsprekers in Leopoldsburg van wie het dialect een variant van het Beverlo's was. Midden vorige eeuw is echter het laatste Limburgs er verdwenen.

## Status
Getelands is een bedreigd dialect.